# Salto con gli sci alla I Universiade invernale
Alla I Universiade invernale venne disputata una sola gara di salto con gli sci il 5 marzo 1960.

## Podio
| Evento                         | Oro            | Punteggio | Argento        | Punteggio | Bronzo       | Punteggio |
| Trampolino piccolo individuale | Albert Larinov | 257,3     | Jaromir Nevlud | 251,4     | Milan Rojina | 248,8     |

## Risultati
| Pos.    | Atleta               | Nazione          | Round 1      | Round 1 | Round 1 | Round finale | Round finale | Round finale | Totale |
| Pos.    | Atleta               | Nazione          | Distanza (m) | Punti   | Pos.    | Distanza (m) | Punti        | Pos.         | Punti  |
| ------- | -------------------- | ---------------- | ------------ | ------- | ------- | ------------ | ------------ | ------------ | ------ |
| Oro     | Albert Larinov       | Unione Sovietica | 67.50        | 112.00  | 1       | 66.00        | 113.50       | 1            | 225.50 |
| Argento | Jaromir Nevlud       | Rep. Ceca        | 66.00        | 111.50  | 2       | 65.50        | 110.50       | 2            | 222.00 |
| Bronzo  | Milan Rojina         | Jugoslavia       | 67.50        | 110.00  | 3       | 62.50        | 102.50       | 5            | 212.50 |
| 4       | Ryszard Witke        | Polonia          | 63.50        | 105.00  | 4       | 60.00        | 102.00       | 6            | 207.00 |
| 5       | Hans Kurt Hauswirt   | Svizzera         | 60.00        | 100.50  | 6       | 63.50        | 105.50       | 3            | 206.00 |
| 6       | Lojze Gorjanc        | Jugoslavia       | 63.00        | 102.00  | 5       | 61.50        | 103.50       | 4            | 205.50 |
| 7       | Edouard Dubrovsky    | Unione Sovietica | 57.50        | 95.50   | 8       | 59.00        | 96.00        | 7            | 191.50 |
| 8       | Stanislaw Lassak     | Polonia          | 59.00        | 94.00   | 9       | 58.00        | 92.50        | 9            | 186.50 |
| 9       | Juri Krestov         | Unione Sovietica | 60.00        | 98.00   | 7       | 60.00        | 70.00        | 13           | 168.00 |
| 10      | Rudi Pintsch         | Germania         | 61.00        | 67.50   | 13      | 55.00        | 94.00        | 8            | 161.50 |
| 11      | Gerhard Stroth       | Germania         | 51.00        | 78.00   | 11      | 53.00        | 81.50        | 11           | 222.00 |
| 12      | Axel Thiel           | Germania         | 57.00        | 89.00   | 10      | 57.50        | 61.50        | 16           | 150.50 |
| 13      | Klaus Ehgertner      | Germania         | 45.50        | 67.50   | 14      | 51.00        | 77.00        | 12           | 222.00 |
| 14      | Karl-Friedrich Figge | Germania         | 56.00        | 56.00   | 16      | 55.00        | 86.50        | 10           | 142.50 |
| 15      | Jakob Res            | Jugoslavia       | 45.00        | 68.50   | 12      | 44.00        | 68.50        | 14           | 137.00 |
| 16      | Mathias Steinmann    | Svizzera         | 41.00        | 63.50   | 15      | 41.00        | 64.50        | 15           | 128.00 |